# Agrias croesus
Agrias croesus är en fjärilsart som beskrevs av Otto Staudinger 1896. Agrias croesus ingår i släktet Agrias och familjen praktfjärilar. Inga underarter finns listade i Catalogue of Life.